# Виноградне (Старобільський район)
Виногра́дне — село в Україні, у Марківській селищній громаді Старобільського району Луганської області. Населення становить 136 осіб.